# WWF International Tag Team Championship
Le WWF International Tag Team Championship est un ancien titre de la World Wrestling Federation créé en 1969 et a disparu en 1985 avec la fin de la coopération avec la New Japan Pro Wrestling.

## Historique
| Tenants du titre                           | Règne             | Date             | Lieu          | Notes |
| ------------------------------------------ | ----------------- | ---------------- | ------------- | --- |
| Rising Suns (Toru Tanaka et Mitsu Arakawa) | 1                 | Juin 1969        | Japon         | |
| Battman (Tony Marino) et Bruno Sammartino  | 1                 | 8 décembre 1969  | Pittsburgh    | |
| Tony Marino et Victor Rivera               | 1                 | 12 décembre 1969 | New York      | Rivera remplace Sammartino, celui-ci détenait alors le WWWF World Heavyweight Championship.                            |
| The Mongols (Bepo et Geto Mongol)          | 1                 | 15 juin 1970     | New York      | |
| Bruno Sammartino (2) et Dominic DeNucci    | 1                 | 18 juin 1971     | Pittsburgh    | |
| The Mongols (Bepo et Geto Mongol)          | 2                 | 2 juillet 1971   | New York City | |
| Luke Graham et Tarzan Tyler                | 1                 | 12 novembre 1971 | New York      | Ils détenaient également le WWWF World Tag Team Championship.                                                          |
| Bepo Mongol (3) et Johnny De Fazio         | 1                 | 18 décembre 1971 | Pittsburgh    | |
| Vacant et inactif                          | Vacant et inactif | 1972             |               | Le titre devient vacant et inactif quand la promotion de Pittsburgh est rachetée par la National Wrestling Federation. |
| Tatsumi Fujinami et Kengo Kimura           | 1                 | 24 mai 1985      | Kōbe          | En battant Dick Murdoch et Adrian Adonis au terme d'un tournoi.                                                        |
| Abandonné                                  | Abandonné         | 31 octobre 1985  |               | Le titre est abandonné quand la New Japan rompt son association avec la WWF.                                           |